# Cai Lindahl-Sonesson
Cai Lindahl-Sonesson, född 30 april 1933 i Göteborg, död 24 september 1996 i Hammarö i Värmland, var en svensk textilkonstnär och tecknaare. Hon var dotter till konstnären Helge Lindahl.
Lindahl bedrev studier vid Slöjdföreningens skola i Göteborg 1951–1955, varefter hon studerade vid École National d'art décoratif i Frankrike 1957 samt Gerlesborgsskolan 1979–1980. 
Offentliga arbeten i Karlstad, Skoghall, Vase, Forshaga, samt ett stort antal kyrkor i Värmland och Bohuslän. 
Separatutställning i Karlstad, samt medverkat i samlingsutställningar i Danmark och ett flertal platser i Sverige. Hon är representerad vid Värmlands museum, Värmlands läns landsting, Skaraborgs läns landsting, och ett flertal kommuner.